# Qualificazioni al campionato mondiale femminile di calcio 2023 - UEFA - Fase a gironi, gruppo D
Il gruppo D delle qualificazioni al campionato mondiale femminile di calcio 2023 è composto da sei squadre: Inghilterra, Austria, Irlanda del Nord, Macedonia del Nord, Lettonia e Lussemburgo. La composizione dei sette gruppi di qualificazione della sezione UEFA è stata sorteggiata il 30 aprile 2021.

## Formula
Le sei squadre si affrontano in un girone all'italiana con partite di andata e ritorno, per un totale di 10 partite. La squadra prima classificata si qualifica direttamente alla fase finale del torneo, mentre la seconda classificata accede ai play-off qualificazione.
In caso di parità di punti tra due o più squadre di uno stesso gruppo, le posizioni in classifica verranno determinate prendendo in considerazione, nell'ordine, i seguenti criteri:
1. maggiore numero di punti negli scontri diretti tra le squadre interessate (classifica avulsa);
2. migliore differenza reti negli scontri diretti tra le squadre interessate (classifica avulsa);
3. maggiore numero di reti segnate negli scontri diretti tra le squadre interessate (classifica avulsa);
4. maggiore numero di reti segnate in trasferta negli scontri diretti tra le squadre interessate (classifica avulsa), valido solo per il turno di qualificazione a gironi;
5. se, dopo aver applicato i criteri dall'1 al 4, ci sono squadre ancora in parità di punti, i criteri dall'1 al 4 si riapplicano alle sole squadre in questione. Se continua a persistere la parità, si procede con i criteri dal 6 all'11;
6. migliore differenza reti;
7. maggiore numero di reti segnate;
8. maggiore numero di reti segnate in trasferta;
9. maggiore numero di vittorie nel girone;
10. maggiore numero di vittorie in trasferta nel girone;
11. classifica del fair play;
12. posizione nel ranking UEFA in fase di sorteggio.

## Classifica
| Pos | Squadra            | Pt | G  | V  | N | P | GF | GS | DR  |
| --- | ------------------ | -- | -- | -- | - | - | -- | -- | --- |
| 1.  | Inghilterra        | 30 | 10 | 10 | 0 | 0 | 80 | 0  | +80 |
| 2.  | Austria            | 22 | 10 | 7  | 1 | 2 | 50 | 7  | +43 |
| 3.  | Irlanda del Nord   | 19 | 10 | 6  | 1 | 3 | 36 | 16 | +20 |
| 4.  | Lussemburgo        | 9  | 10 | 3  | 0 | 7 | 9  | 45 | -36 |
| 5.  | Macedonia del Nord | 6  | 10 | 2  | 0 | 8 | 10 | 62 | -52 |
| 6.  | Lettonia           | 3  | 10 | 1  | 0 | 9 | 8  | 63 | -55 |

## Risultati
| Arbitro: | Triinu Laos |

|               |           | |
| Zaičikova 12’ | Marcatori | 17’ Höbinger 30’, 79’ (rig.) Billa 61’ Dunst 63’ Wenninger 86’ Feiersinger 88’, 90+3’ Wienerroither |

| Arbitro: | Eleni Antoniou |

|                                               |           |  |
| Callaghan 16’ Furness 23’ Wilson 41’ Wade 70’ | Marcatori |  |

| Arbitro: | María Dolores Martinez Madrona |

| |           |  |
| Toone 13’ White 42’, 67’ (rig.) Zivikj 45’ (aut.) England 77’, 90’ Kolarovska 79’ (aut.) Mead 90+1’ | Marcatori |  |

| Arbitro: | Sara Persson |

|  |           |                                                          |
|  | Marcatori | 12’ Höbinger 20’ (rig.), 67’, 71’ Billa 37’, 65’ Hanshaw |

| Arbitro: | Esther Staubli |

|                                                              |           |  |
| McDaniel 48’ McGuinness 65’ Callaghan 78’ Furness 82’ (rig.) | Marcatori |  |

| Arbitro: | Aleksandra Česen |

|  |           | |
|  | Marcatori | 12’, 17’ White 27’ Parris 37’, 47’ Greenwood 62’ (aut.) Berscheid 79’, 90+1’ Bright 90+3’ Daly 90+4’ England |

| Arbitro: | Frederikke Lydia Søkjær |

|              |           |                                               |
| Baļičeva 30’ | Marcatori | 9’ Rochi 28’, 63’ (rig.) Andonova 51’ Maksuti |

| Arbitro: | Zoe Stavrou |

|                                                                   |           |  |
| Billa 42’, 50’ Naschenweng 45+2’ Enzinger 66’ Puntigam 84’ (rig.) | Marcatori |  |

| Arbitro: | Ivana Martinčić |

|                                |           |  |
| Mead 64’, 75’, 78’ England 72’ | Marcatori |  |

| Arbitro: | Nadežda Gorinova |

|                          |           |                         |
| Rochi 21’ Nikolovska 90’ | Marcatori | 8’, 62’ Abreu 67’ Thill |

| Arbitro: | Katarzyna Lisiecka-sek |

|  |           |                                                                                           |
|  | Marcatori | 8’, 12’, 68’ Toone 25’ White 33’ Bright 55’ Mead 70’, 82’ Daly 79’ Williamson 81’ Stanway |

| Arbitro: | Marta Huerta De Aza |

|                    |           |                          |
| Wade 46’ Vance 50’ | Marcatori | 42’ Dunst 90+2’ Enzinger |

| Arbitro: | Franziska Wildfeuer |

|  |           | |
|  | Marcatori | 4’, 16’ (rig.), 68’ Furness 10’ McKenna 11’, 42’, 73’, 90’ Magill 26’ Wade 33’ McGuinness 90+1’ Holloway |

| Arbitro: | Kateryna Monzul' |

|           |           |  |
| White 40’ | Marcatori |  |

| Arbitro: | Meitar Shemesh |

|                                                                                     |           |  |
| McGuiness 11’, 38’, 62’ Holloway 30’, 64’ Furness 36’, 87’ Magill 74’ Beattie 90+3’ | Marcatori |  |

| Arbitro: | Veronika Kovarova |

| |           |  |
| Mead 3’, 12’, 23’ White 6’, 9’, 49’ Hemp 18’, 44’, 76’, 88’ Toone 43’ Stanway 52’ (rig.) Carter 56’ England 61’, 84’ Scott 67’ Russo 71’, 81’, 82’ Nobbs 80’ | Marcatori |  |

| Arbitro: | Andromachi Tsiofliki |

|  |           |                                                                           |
|  | Marcatori | 16’, 17’, 23’ Enzinger Zadrazil 27’, 68’ Dunst 48’ Höbinger 60’ Billa 62’ |

| Arbitro: | Vivian Peeters |

|  |           |                                                                       |
|  | Marcatori | 6’, 12’, 47’, 53’ Mead 24’, 74’, 78’ Toone 42’ White 45’, 56’ Stanway |

| Arbitro: | Stéphanie Frappart |

|                                   |           |             |
| Wenninger 48’ Billa 55’ Dunst 57’ | Marcatori | 85’ Andrews |

| Arbitro: | Franziska Wildfeuer |

|                                   |           |                   |
| Magalhaes 50’ Thompson 81’, 90+5’ | Marcatori | 29’, 47’ Fedotova |

| Arbitro: | Deborah Anex |

|                     |           |          |
| Thompson 28’, 45+1’ | Marcatori | 1’ Rochi |

| Arbitro: | Zuzana Valentová |

| |           |  |
| Puntigam 11’ (rig.), 14’ Degen 16’ Schiechtl 58’ Plattner 64’, 90+2’ Naschenweng 70’ Rožaščonoka 76’ (aut.) | Marcatori |  |

| Arbitro: | Riem Hussein |

|  |           |                                          |
|  | Marcatori | 26’, 60’ Hemp 52’ Toone 70’, 79’ Stanway |

| Arbitro: | Kateryna Usova |

|              |           |  |
| Treimane 64’ | Marcatori |  |

| Arbitro: | Michaliną Diakow |

|                                    |           |                       |
| Andonova 13’, 17’ (rig.) Rochi 72’ | Marcatori | 5’ Ročāne 79’ Ševcova |

| Arbitro: | Jelena Pejković |

|              |           |                          |
| Thompson 80’ | Marcatori | 53’ McFadden 85’ McKenna |

| Arbitro: | Iuliana Demetrescu |

|  |           |                     |
|  | Marcatori | 7’ Russo 70’ Parris |

| Arbitro: | Katalin Sipos |

|            |           |                                                    |
| Ročāne 27’ | Marcatori | 36’ (aut.), 90+5’ (aut.) Vaivode 89’ (aut.) Lubiņa |

| Arbitro: | Simona Ghisletta |

| |           |  |
| Stanway 12’ (rig.), 26’ Russo 18’ Daly 38’ Mead 40’ England 48’, 90+2’ Parris 59’ Toone 73’ (rig.) Hemp 90’ | Marcatori |  |

| Arbitro: | Frederikke Lydia Søkjær |

| |           |  |
| Billa 7’, 34’ (rig.), 66’ Zadrazil 28’ Wenninger 43’ Dunst 47’ Höbinger 50’ Feiersinger 61’, 78’ Naschenweng 71’ | Marcatori |  |

## Statistiche

### Classifica marcatrici
13 reti
- Bethany Mead

12 reti
- Nicole Billa (2 rig.)

10 reti
- Ellen White (1 rig.)
- Ella Toone (1 rig.)

8 reti
- Bethany England
- Georgia Stanway (2 rig.)

7 reti
- Lauren Hemp
- Rachel Furness (2 rig.)

5 reti
- Barbara Dunst
- Stefanie Enzinger
- Alessia Russo
- Simone Magill
- Kirsty McGuinness
- Amy Thompson

4 reti
- Marie-Therese Höbinger
- Millie Bright
- Rachel Daly
- Nataša Andonova (2 rig.)
- Gentjana Rochi

3 reti
- Laura Feiersinger
- Katharina Naschenweng
- Sarah Puntigam (2 rig.)
- Carina Wenninger
- Sarah Zadrazil
- Nikita Parris
- Rebecca Holloway
- Lauren Wade

2 reti
- Verena Hanshaw
- Katja Wienerroither
- Alex Greenwood
- Marissa Callaghan
- Rebecca McKenna
- Renāte Fedotova
- Anastasija Ročāne
- Julie Marques Abreu

1 rete
- Celina Degen
- Maria Plattner
- Katharina Schiechtl
- Jess Carter
- Jordan Nobbs
- Jill Scott
- Leah Williamson
- Joely Andrews
- Kerry Beattie
- Louise McDaniel
- Sarah McFadden
- Demi Vance
- Emily Wilson
- Tatjana Baļičeva
- Olga Ševcova
- Nelle Treimane
- Viktorija Zaičikova
- Joana Lourenco Magalhaes
- Kate Thill
- Ulza Maksuti
- Pavlina Nikolovska

2 autoreti
- Enija Anna Vaivode (2 a favore dell'Irlanda del Nord)

1 autorete
- Arta Luīze Lubiņa (1 a favore dell'Irlanda del Nord)
- Liāna Rožaščonoka (1 a favore dell'Austria)
- Jessica Berscheid (1 a favore dell'Inghilterra)
- Sara Kolarovska (1 a favore dell'Inghilterra)
- Julija Zivikj (1 a favore dell'Inghilterra)